# Pere de Santamans
Pere de Santamans, president de la Generalitat de Catalunya entre 1380 i la seva mort en 1383, havia estat nomenat per substituir a Felip d'Anglesola, mort abans d'acabar el seu mandat. Doctor en teologia, havia estat procurador del bisbe Pere Planella a Elna i el va representar al bisbat de Barcelona, del qual ell personalment va arribar a ser vicari general.
Es mantenen les tensions entre el rei Pere el Cerimoniós i els diputats que ja havien començat amb el seu antecessor. Aquesta vegada el motiu és la petició de galeres de la Generalitat per la campanya de Sardenya, tal com s'havia acordat a les Corts. La Generalitat, no conforme amb el préstec, posà tota mena d'entrebancs: la necessitat de vigilar les costes catalanes per protegir el comerç davant els pirates; la no obligació de preparar-les i armar-les; exigències sobre qui havia de capitanejar les naus; etc.
Amb tot, els diputats aconsegueixen exhaurir el seu mandat i el juny de 1383 es comencen a celebrar les Corts de Montsó. Fins al juliol de 1384, no es nomenaran els nous diputats i a la mort de Pere de Santamans, s'encarregà al notari Jaume Nicolau que administrés la Generalitat de Catalunya.